# Thaís Portinho
Thaís Moniz Portinho, também conhecida como Thaís Portinho (Rio de Janeiro, 9 de setembro de 1937) é uma atriz brasileira.

## Carreira

### No cinema
| Ano  | Título                     | Papel          |
| ---- | -------------------------- | -------------- |
| 1964 | Asfalto Selvagem           |                |
| 1964 | Crônica da Cidade Amada    |                |
| 1966 | Em Ritmo Jovem             | Mônica         |
| 1968 | Massacre no Supermercado   | Belinha        |
| 1974 | A Estrela Sobe             | Neusa Abrantes |
| 1974 | Um Homem Célebre           |                |
| 1976 | Perdida                    | Fernanda       |
| 1977 | Gente Fina É Outra Coisa   | Tânia          |
| 1977 | Revólver de Brinquedo      |                |
| 1978 | O Cortiço                  | Piedade        |
| 1984 | O Cavalinho Azul           | Terceira Mãe   |
| 1999 | Mauá - O Imperador e o Rei | Mãe de May     |

### Na televisão
| Ano     | Título                   | Papel                      | Notas                        |
| ------- | ------------------------ | -------------------------- | ---------------------------- |
| 1965    | TNT                      | Tetê                       |                              |
| 1965    | A Moreninha              | Joana                      |                              |
| 1965    | Musicalíssima            | —                          | Episódio: "Amor em Suez"     |
| 1966    | O Sheik de Agadir        | Rubra                      |                              |
| 1968    | O Santo Mestiço          | Clara Lee                  |                              |
| 1977-80 | Sítio do Picapau Amarelo | Ritinha                    |                              |
| 1984    | Marquesa de Santos       | Bárbara Heliodora          |                              |
| 1987    | Brega & Chique           | Julita                     |                              |
| 1988    | O Primo Basílio          | Dona Loreta Palmares       |                              |
| 1988    | Olho por Olho            | Ana Lídia Pádua de Freitas |                              |
| 1989    | Capitães de Areia        | Laurinda                   |                              |
| 1996    | Você Decide              | —                          | Episódio: "Molambo de Gente" |
| 2006    | Pé na Jaca               | Edith                      | [ 6 ]                        |
| 2007    | Paraíso Tropical         | Iara                       |                              |
| 2009    | Toma Lá, Dá Cá           | Pérsia                     | 3 episódios                  |
| 2010    | Ti Ti Ti                 | Cliente de Jacques Leclair | [ 7 ]                        |
| 2012    | Guerra dos Sexos         | Divina                     |                              |
| 2014    | Pé na Cova               | Romilda Soares             | 2 episódios                  |

## Teatro[8]
- 1958 - Calúnia
- 1959 - Tia Mame
- 1959 - Idade Perigosa
- 1962 - Tiro e Queda
- 1963 - A Tia de Carlito
- 1963 - Na Terra dos Sorvetes
- 1964 - O Cunhado do Presidente / O Cunhado do Ex-Presidente
- 1964/1965 - Meu Marido É Um Problema
- 1965 - Electra
- 1966 - Rasto Atrás
- 1966 - Chão de Estrelas
- 1966 - O Triciclo
- 1966 - A Filosofia da Libertinagem
- 1967 - Álbum de Família
- 1967 - A Moratória
- 1967 - A Saída? Onde Fica a Saída?
- 1967/1968 - Arena Conta Tiradentes
- 1968 - Agonia do Rei
- 1968 - Os Pais Abstratos
- 1969 - A Celestina
- 1969 - O Balcão
- 1969 - O Avarento
- 1972/1973 - O Cordão Umbilical
- 1973/1975 - As Desgraças de uma Criança
- 1977 - Coragem, Antes Que Nos Fechem Aqui Dentro
- 1978 - Se Minha Empregada Falasse
- 1979 - Unhas e Dentes
- 1980 - El Dia Que Me Quieras
- 1982 - A Noite do Oscar
- 1984 - O Banquete
- 1985 - Honey Baby, Era uma Vez nos Anos 70
- 1985/1986 - Classificados Desclassificados
- 1987 - Quase Ministros
- 1989 - Brasil, a Peça
- 1990 - Agrados e Agressões
- 1990/1992 - Fulaninha & Dona Coisa
- 1991 - Dorotéia
- 1993 - Narizes Vermelhos / As Cachorras Quentes
- 1993 - Um Caso de Amor
- 1994 - A Importância de Ser Honesto
- 1994 - Ernesto Nazareth: Feitiço Não Mata, Um Musical
- 1995/1996 - Alice, Que Delícia!
- 1996 - Provar Antes de Casar
- 1997 - Entre o Vermute e a Sopa
- 1998 - Fantasmas
- 1999 - Flagrantes do Rio
- 2000 - Brasil, a Comédia
- 2001 - O Irresistível Senhor Sloane
- 2001/2002 - Os Coadjuvantes
- 2002 - Ai! Fugir, Casar ou Morrer
- 2003 - Belíssima
- 2004/2005 - Em Busca do Homem Perdido
- 2013/2014 - O Que Eu Vim Fazer em Londres? ou Fish & Chips
- 2017/2018 - Pressa